# James Deen
James Deen (Pasadena, 7 de fevereiro de 1986) é um ator e diretor de filmes pornográficos americano.

## Biografia e carreira
Aos 12 anos, James era apelidado como “James Deen” devido à maneira como costumava fumar. Quando adolescente ele ouviu uma entrevista com Jenna Jameson num programa de rádio nacional, Loveline. Quando um ouvinte perguntou a Jenna como ele poderia se tornar uma estrela pornô ela respondeu que ele precisava conseguir se masturbar em um quarto com 20 dos seus melhores amigos. Seguindo este conselho, James começou a fazer sexo em festas e raves. Ele garantia que esse comportamento exibicionista o ajudava a atuar em frente as câmeras. Aos 17 anos, James entrou para a faculdade comunitária em Pasadena. Nesse período, ele decidiu entrar na indústria de filmes adultos por meio das garotas que tinham conexões com o meio. Através dessas amizades, James foi apresentado a Pamela Peaks que o ajudou a escolher como nome artístico o seu velho apelido (outras opções incluíam Clint Cullingus). Naquele momento Deen era representado pela agência World Modeling. Entretanto, era difícil achar trabalho pois ele tinha apenas 18 anos e sem nenhuma experiência em frente as câmeras. Sua primeira grande oportunidade veio em 2004 quando Eon McKai o colocou no elenco de Art School Sluts (2004) (V). Durante o primeiro ano da sua carreira nos filmes adultos, James Deen participou de cerca de 500 cenas. James ja contracenou cenas com atrizes conhecidas da indústria pornográfica como Sasha Grey, Tori Black, Alexis Texas, Dani Daniels e Abella Danger, entre outras.

## Prêmios
| Ano  | Cerimônia   | Categoria                                                               | Trabalho                        |
| ---- | ----------- | ----------------------------------------------------------------------- | ------------------------------- |
| 2008 | XRCO Awards | Best On-Screen Chemistry (com Joanna Angel)                             | —                               |
| 2008 | XRCO Awards | Unsung Swordsman                                                        | —                               |
| 2009 | AVN Awards  | Male Performer of the Year                                              | —                               |
| 2009 | XRCO Awards | Best On-Screen Chemistry (com Joanna Angel)                             | —                               |
| 2009 | XRCO Awards | Male Performer of the Year                                              | —                               |
| 2010 | XBIZ Awards | Male Performer of the Year                                              | —                               |
| 2013 | AVN Awards  | Best Three-Way Sex Scene - Girl/Girl/Boy (com Asa Akira e Brooklyn Lee) | Asa Akira Is Insatiable 3       |
| 2013 | AVN Awards  | Crossover Star of the Year                                              | —                               |
| 2013 | AVN Awards  | Male Performer of the Year                                              | —                               |
| 2013 | XBIZ Awards | Crossover Star of the Year                                              | —                               |
| 2013 | XBIZ Awards | Male Performer of the Year                                              | —                               |
| 2013 | XBIZ Awards | Star Branded Pleasure Product of the Year                               | James Deen Signature Collection |

## Alegações de violação e agressão sexual
A 28 de Novembro de 2015 Deen foi acusado de violação no Twitter pela actriz pornográfica e escritora Stoya. Num tweet, Stoya afirmou que Deen a penetrou sexualmente através do uso de força e sem o seu consentimento:
"James Deen segurou-me e fodeu-me enquanto eu disse que não, para parar, usei a minha palavra de segurança. Eu simplesmente não posso mais aceitar e sorrir quando as pessoas me falam dele."
Estas alegações de violação foram negadas por Deen que rotulou as declarações de Stoya como "falsas", "horrendas" e "difamatórias".
A ex-namorada de Deen, Joanna Angel foi uma das primeiras artistas a demostrar apoio para com Stoya. Ela acusou Deen de ser abusivo durante o seu relacionamento de seis anos em The Jason Ellis Show. Sydney Leathers afirmou que Angel a avisou sobre Deen ter tido "problemas com limites" e de tentar "quebrar as mulheres." As piadas sobre violação por parte de Deen nos mídia sociais também têm sido postas em causa.
Outras mulheres da indústria avançaram com as suas histórias de abuso (que também foram posteriormente questionadas ou negadas por Deen):
- A ex-performer Tori Lux alegou que Deen a atacou fisicamente, enquanto trabalhavam num filme adulto em 2011, atingindo-a umas "5 ou 6 vezes" no rosto com o punho depois de ela lhe ter dito explicitamente "não".[27][31]
- Ashley Fires alegou que Deen forçou a sua ereção no seu traseiro antes de ela dizer "não" num estúdio da Kink.com, e que mais tarde ele a confrontou dizendo-lhe para parar de falar sobre o assunto.[32] Deen é o único performer com quem ela se recusa a trabalhar por causa deste incidente.[33]
- Uma escritora da indústria adulta disse a LAist que Deen a forçou a praticar sexo oral e, em seguida, fez sexo com ela numa festa no The Venetian durante a semana da AVN Adult Entertainment Expo, em 2009.[34]
- Amber Rayne falou sobre o evento em que Deen lhe deu um soco e a feriu no estúdio, apesar de ambos terem se tornado amigos anos depois.[35]
- Kora Peters alegou que Deen a violou analmente durante uma cena em que isso não estava escrito no argumento, e que depois a equipa técnica o felicitou.[35]
- Nicki Blue disse ao Daily Mail que Deen urinou na sua boca e que a agrediu sexualmente com uma garrafa de cerveja quando ela estava hospedada na sede Kink.com.[36]

Devido às alegações, Kink.com cortou todos os laços com Deen, afirmando que "o consentimento é sagrado", The Frisky cancelou a coluna de conselho sexual de Deen e removeu os anúncios e links para o site oficial de Deen em edições publicadas anteriormente. Deen renunciou voluntariamente o papel de presidente da Comissão de Defesa do Artista Adulto.

No final de 2015, artigos no The Daily Beast e no The Huffington Post, referiram James Deen como o  Bill Cosby da pornografia."